# Bleifuss (Computerspiel)
Bleifuss (Originaltitel Screamer) ist ein Arcade-Rennspiel, das von Graffiti entwickelt und am 31. Oktober 1995 von Virgin Interactive für MS-DOS veröffentlicht wurde. Es ist der Beginn der Bleifuss-Reihe. Mit Bleifuss 2 existiert ein direkter Nachfolger. 2012 erschien eine Version mit vorkonfigurierter DOSBox bei GOG.com.

## Fahrzeuge
- 1993 Lamborghini Diablo, alias "Shadow"
- 1987 Ferrari F40, alias "Tiger"
- 1995 Bugatti EB110, alias "Hammer"
- 1993 Mitsubishi 3000 GT, alias "Rising Sun"
- Porsche 911 Turbo, alias "Panther"
- 1994 Chevrolet Corvette, alias "Yankee"

## Rezeption
Es käme Vorbildern wie Ridge Racer und Daytona USA sehr nahe. Dabei böte es die zum Veröffentlichungszeitpunkt üppigste VGA-Grafik im Genre. Durch die schönen Strecken und die tadellose Steuerung hebe es sich von der Konkurrenz ab. Unterstützung für Replays fehlen jedoch. Der ansteigende Schwierigkeitsgrad im Karrieremodus sei erfreulich. Auch die Steuerung sei problemlos. Es komme sehr nah an die Vorbilder aus der Spielhalle heran. Das Fahrverhalten der Fahrzeuge variiere merklich. Die Computergegner seien fordernd. Der Stadionsprecher heize die Stimmung gut an. Lediglich die geringe Anzahl an Strecken und ein fehlender Ligamodus sei zu bemängeln. Das Spiel sorge für ein gutes Geschwindigkeitsgefühl. Die Strecken seien clever designt. Tuning oder Wettereinflüsse wären wünschenswert gewesen.